# Julius Schlosser
Julius von Schlosser (Viena, 23 setembre 1866 – Viena, 1 desembre 1938) va ser un destacat historiador de l'art de finals de segle xix i sobretot principis del XX; estudià diferents vessants de la història de l'art, centrant-se especialment en l'art medieval i defensant la idea que el fet artístic no ha de jutjar-se ni defensar-se, només comprendre's. Dins de la seva extensa obra publicada, principalment en alemany i italià, destaca Die Kunstliteratur, en la qual reflecteix la renovació de l'estudi de les fonts de la Història de l'Art.

## Biografia
Julius Schlosser va néixer el 23 de setembre de 1866 a Viena al si d'una família aristocràtica de militars i alts funcionaris de l'imperi austrohongarès. El seu pare, Wilhelm Valentin von Schlosser, era intendent militar austríac i Sophie Maria Eiberger era la seva mare, de procedència italiana; fet que apropà Schlosser a la cultura italiana i a la pròpia llengua.

El seu nom complet és Julius Alwin Franz Georg Andreas Ritter von Schlosser, encara que generalment apareix citat com Julius Alwin Ritter von Schlosser.

Després d'estudiar Història, Història de l'Art i Arqueologia Clàssica a la Universitat de Viena, es va doctorar el 1888 amb una tesi dirigida per Franz Wickhoff sobre l'arquitectura monàstica de l'Alta Edat Mitjana.

Un any després d'entregar la seva tesi, va entrar a treballar en les col·leccions imperials de Viena (Kunsthistorisches Museum). En un principi s'ocupà del gabinet numismàtic i de les col·leccions d'art de l'Antiguitat, per passar, el 1897, a ser conservador d'art medieval i renaixentista. Finalment, el 1901 va ser nomenat director de les col·leccions d'escultura i arts industrials.

També va ser professor de 1903 al 1922; ocupà la càtedra d'Història de l'Art de la Universitat de Viena; que, amb una tradició gloriosa des de la seva fundació el 1850, comptava amb antecessors en la càtedra com Franz Wickhoff (1885-1909), Aloix Riegl (1895-1905) o Max Dvôrak (1909-1921). Com per Wickhoff i Riegl, per von Schlosser la teoria i la practica eren una unitat inseparable; de fet, feia les pràctiques al Kunsthistorisches Museum davant els originals, és a dir, en comptes d'ensenyar imatges a classe, estudiaven obres que estiguessin al museu i les estudiaven en directe.
Va ser deixeble de Wickhoff, però les seves idees s'apartaven de les defensades pels anteriors catedràtics, no creia en la necessitat d'establir uns cànons més o menys arbitraris per definir una "ciència de l'art".
Dins de l'extensa llista de deixebles seus, trobem destacats historiadors de l'art com Otto Kurtz, que posà al dia la tercera edició italiana de La literatura artística; Ernst Gombrich o Hans R. Hahnloser.

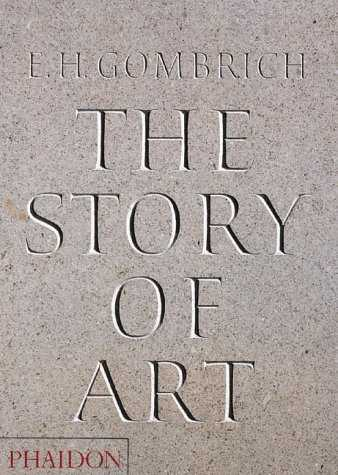
Portada d'una edició recent de The Story of Art d'Ernst Gombrich.

Ernst Gombrich assenyala en el seu llibre Ideales e Ídolos:
Cuando yo estudiaba en Viena, Wölfflin, ya anciano visitó a mi maestro, el gran erudito Julius Von Schlosser. Cuando ambos salieron del sanctum del profesor, donde habían estado encerrados, el anfitrión señaló hacia las salas de su Instituto, donde nosotros estábamos sentados trabajando, y dijo con más candor que tacto: <<Also hier beginnt das Grauen>> {<< Aquí es donde comienza el horror>>}. El horror éramos, según él, nosotros, aunque en aquellos tiempos los profesores sabían perfectamente cómo tener a raya a los estudiantes.
Segons els seus escrits i la quantitat d'estudis que va fer durant la seva, per a l'època, llarga vida; se'l considera un humanista que es diferencià dels historiadors contemporanis a ell per penetrar en temes i continguts oblidats i menyspreats pels altres. Considerat també un cosmopolita que encara dotat amb una mentalitat de l'Antic Règim, va ser un gran representant de l'Europa en la qual el victorià i el parisenc eren models de vida i el viatge a Itàlia era imprescindible per a la formació sentimental.
Segons Ernst Gombrich:
Schlosser era un auténtico estudioso, si los ha habido, y su relación viva con el pasado le hacía difícil aceptar que una generación más joven pretendiera haber cumplido la tercera y más difícil exigencia de Vasari: explicar las causas y las raíces del arte mediante una "ciencia del arte", una nueva Kunstwissenschaft. Mis simpatías, por entonces, estaban divididas, pero hoy pienso que el suave escepticismo de Schlosser estaba justificado.
Morí el 1938 i fou enterrat en un panteó d'honor a la Zentralfriedhof de Viena.

## Pensament
Schlosser pensava que la història "é pensiero" (és pensament) i que existeix una diferenciació essencial entre les obres de creació original i úniques (la poesia) i les del llenguatge convencional o gust comú (la literatura). Les seves idees coincidien també amb les mantingudes pel lingüista Karl Vossler, al qual dedicà Die Kunstliteratur.

Com a deixeble de Franz Wickhoff i seguidor de Max Dvorák, va definir el seu caràcter a través d'un tipus d'historiografia de l'art respectuosa amb els principis de la història del pensament humanista i basada en la recerca de les fonts i l'estudi directe dels originals.
Concretament, en un assaig de 1935 defensava que la Història de l'art no es podia escriure realitzant una compilació d'una gran història contextual, llevat que es disposés d'algun criteri per a discriminar allò rellevant dins d'aquest conjunt d'informació per a l'obra artística. Per una altra part els assoliments artístics no es podien registrar per mitjà de les abstraccions formalistes de característiques estètiques, sobre les que es projectava el patró històric de problemes i solucions.
Schlosser creia que l'assoliment d'un artista en concret no era la solució d'un problema plantejat per un dels seus predecessors, en major mesura que una qüestió relativa a la influència sobre els seus successors.
Per una altra banda, la història de la realització interna i espiritual de l'artista no era quelcom que pogués ser registrat. Transcendia el llenguatge corrent de l'art i produïa un efecte a nivell personal i sui generis. La insistència de Schlosser de distingir entre llenguatge artístic i les obres eminents el va portar a pensar que aquestes obres transcendien l'àmbit estudiat històricament.
La seva concepció era que els motius visuals i la seva història no es poden identificar amb el que constitueix veritablement l'art, sinó que, més aviat, es podria dir que estan atents als assoliments reals de l'art.

## Influències
Per la seva vida fou decisiva la seva amistat amb el filòsof Benedetto Croce, les obres del qual va traduir de l'italià a l'alemany i les idees artístiques del qual van tenir una continuació en la seva obra. La influència de Croce es pot veure en Schlosser en "Stilgeschichte" und "Sprachgeschichte" in der bildenden Kunst del 1934.
A Schlosser li havia impressionat molt que el seu amic Benedetto Croce demanés que es tractés cada obra d'art com una expressió individual incommensurable.
L'escola de Viena ha deixat la seva petjada a diferents països. La seva continuació en aquesta ciutat es pot assenyalar en l'obra d'Otto Benesch, Otto Pächt i Karl Maria Swoboda. Enst H. Gombrich durant anys director del Warburg-Institut de Londres, procedeix de la seva tradició i va concebre la idea de vincular-la amb la Iconologia de l'escola de Warburg.

## Obres
El més assenyalat de la seva obra és la varietat de temes que tracta, quasi tota publicada a revistes especialitzades o anuaris com el Jahrbuch der Kunsthistorichen Sammlung in Wien, els Sititzungsberichte de l'Acadèmia de Ciències de Viena o de Baviera.
Les dimensions varien, a vegades llargs a causa de la falta de limitacions; i uns altres més breus per les complicacions d'editar o publicar obres extenses.

### Moderne Märchen- Relats moderns de fades (1887)

#### Die ältesten Medaillen und die Antike- Les medalles més velles i l'Antiguitat (publicada al Jahrbuch, 1897)
Estudi sobre la numismàtica clàssica i la seva transformació pels bàrbars.

#### Die Kunst-und Wunderkammern der Spätrenaissance- L'art i curiositats de finals del Renaixement(1907)
Història sobre el col·leccionisme.

#### Geschichte der Porträtbildnerei in Wachs -Història del Porträtbildnerei en cera(1911)
Planteja el problema del realisme d'un art que amb origen noble va passar a banalitzar-se a mans d'artesans, i per excés de naturalisme va deixar d'ésser art.

#### DieSchatzkammerdes Allerhöchsten Kaiserhauses in Wien -El tresor de la càmera imperial a Viena(1918)
En aquesta obra trobarem capítols com "La història urbana de les Joies de la Corona", "Forma i estil de les joies imperials" i "Els records napoleònics".

#### Die Kunst des Mittelalters- L'art a l'Edat Mitjana (1923)
Es tracta d'una introducció al llenguatge artístic medieval. L'art és llenguatge i l'estètica és la ciència general del llenguatge.

#### Die Kunstliteratur -La literatura artística (1924)
El seu origen concret es troba en una necessitat percebuda per mi, i en certa passió de col·leccionista que em portà a reunir una biblioteca d'història i teoria de l'art, en especial italiana, gairebé completa
És l'estudi del corpus sencer de l'escriptura occidental sobre art des de l'antiguitat fins als temps moderns. Die Kunstliteratur, dedicada al lingüista Karl Vossler, inclou guies, tractats tècnics, treballs de crítica i historiografia primerenca, proporcionant una eina essencial per apreciar les actituds dels artistes i del seu públic en tots els períodes. D'interès particular per von Schlosser són els tractats tècnics i els escrits d'artistes.
L'obra està dividida en 9 llibres:
- Llibre primer: L'Edat Mitjana

Comença amb una breu introducció de la literatura artística occidental i després s'estructura en tres parts: La literatura artística medieval. Panorama general; Sobre la teoria de l'Art en l'Edat Mitjana i la Teoria i pràctica en el Trecento toscà.
- Llibre segon: El primer Renaixement. L'herència de Leonardo

Dividit en cinc capítols: La literatura històrica; Els teòrics del primer Renaixement (com Leon Battista Alberti); Les tesi històriques del primer Renaixement; Sobre les tesis teòric-històriques del primer Renaixement i L'herència de Leonardo.
- Llibre tercer: La historiografia de l'Art abans de Vasari

Estructurat en tres parts: Els precursors de Vasari (com Magliabechiano, Gelli i Giovio); Primers passos de la historiografia de l'art fora d'Itàlia i La topografia artística. Judici de la literatura de les guies artístiques.
- Llibre quart: La teoria de l'art en la primera meitat del segle XVI

Articulat en quatre parts: La teoria de l'art a Itàlia central abans de Vasari; Els teòrics d'Itàlia septentrional; Continuació dels estudis sobre Vitruvi i Primeres influències de la teoria italiana a l'estranger (com Viator, Dürer i Francisco d'Holanda).
- Llibre cinquè: Vasari

Conté cinc capítols: Origen de les Vides. Relacions entre la primera i segona edició; Les fonts de Vasari; Orientació històrica i mètode de Vasari; Visió històrica general de Vasari i El punt de vista estètic i crític de Vasari.
- Llibre sisè: La literatura artística en el període manierista

Té cinc capítols: Escrits històrics i periégesis; Els escrits sobre la teoria de l'art en el període del manierisme; Els mestres de l'arquitectura; Els moralistes i La teoria artística del manierisme i els seus elements.
- Llibre setè: La historiografia en el Barroc i el Neoclassicisme

Comença amb una introducció del tema i continua amb tres parts: La història universal romà-florentina; La historiografia de l'art a la resta d'Europa (a països com Alemanya, Dinamarca i Liechtenstein) i Algunes observacions sobre el caràcter general de la historiografia del Barroc i del Classicisme.
- Llibre vuitè: La literatura local italiana

Dividit en tres capítols: La historiografia artística local a Itàlia; La literatura dels cicerons i Bibliografia de la literatura local italiana (conté un apartat de "Art italià a l'estranger").
- Llibre novè: La teoria artística italiana als segles xvii i XVIII

Estructurat en sis parts: La teoria artística italiana del segle XVII; La teoria artística del XVII a França; La teoria artística del Barroc a les altres regions (a Espanya, Països Baixos, Alemanya i Anglaterra); La teoria artística del segle xviii fora d'Itàlia; La teoria artística italiana del segle xviii i Algunes observacions sobre la teoria artística del Barroc.

#### Die Wiener Schule der Kunstgeschichte- L'escola de Viena d'Història de l'Art (1934)
Tardanes monografies sobre Alberti, Ucello i Piero della Francesca.

#### Stilgeschichte und Sprachgeschichte in der Bildenden Kunst- Història de l'estil i la història de la llengua en les arts visuals (1934)
Obra en la qual es pot veure la influència de Benedetto Croce.